# Čáry
Čáry (Hongaars: Csári) is een Slowaakse gemeente in de regio Trnava, en maakt deel uit van het district Senica.
Čáry telt 1.238 inwoners.